# Públio Valério Levino
Públio Valério Levino (em latim: Publius Valerius Laevinus) foi um político da gente Valéria da República Romana, eleito cônsul em 280 a.C. com Tibério Coruncânio. É conhecido principalmente por ter sido o comandante romano na desastrosa Batalha de Heracleia, a primeira derrota da Guerra Pírrica. Plutarco conta que Fabrício teria dito que, nesta batalha, não foram os epirotas que venceram os romanos e sim Pirro que venceu Levino. Marco Valério Levino, cônsul em 220 e 210 a.C., era seu neto.

## Consulado (280 a.C.)

Avanço dos epirotas pela península Itálica depois da derrota na Batalha de Heracleia

Levino foi eleito cônsul em 280 a.C. com Tibério Coruncânio e sua província foi o sul da Itália, onde assumiu o comando da Guerra Pírrica, contra Pirro de Epiro. Pirro havia desembarcado recentemente em Taranto e era importante para Roma obrigá-lo a combater antes que ele pudesse reunir seus demais aliados na Itália, contando apenas com suas próprias tropas e os tarantinos.
Lavino foi, por isso, enviado no início da primavera para a Lucânia (a moderna Basilicata), onde, a partir de uma posição fortificada que havia capturada, passou a observar a movimentação dos epirotas. Pirro, para ganhar tempo, tentou negociar e escreveu a Levino oferecendo uma arbitragem entre Roma, Taranto e seus aliados italianos. Levino, sem rodeios, ordenou que ele deixasse que os romanos resolvessem suas próprias questões e voltasse imediatamente a Epiro antes que suas propostas pudessem ser ouvidas.
Os dois exércitos se assentaram em margens opostas do rio Siris e, apesar da batalha iminente, um espião epirota foi capturado atrás das linhas romanas. Levino mostrou-lhe as legiões prontas para o combate e ordenou que ele informasse ao seu rei que, se ele tinha curiosidade sobre os romanos e suas táticas, estava convidado a vir ao acampamento de Levino para ver com seus próprios olhos.
Levino, cujo exército era numericamente superior, foi derrotado na Batalha de Heracleia, teve seu acampamento tomado e somente o cair da noite permitiu que os fugitivos se abrigassem numa cidade da Apúlia, provavelmente Venúsia. Foi a primeira experiência dos romanos contra elefantes de guerra. No mesmo, conseguiu defender Cápua e seguiu a retaguarda do exército epirota, tanto em sua marcha contra Roma como na posterior retirada. Recuperou de forma tão eficaz a coragem e a disciplina de seus homens que Pirro não se atreveu a atacá-lo.
Como castigo por sua derrota, o exército de Levino foi obrigado a manter-se acampado no sopé das colinas samnitas durante todo o inverno seguinte. Lavino não voltou a aparecer novamente no desenrolar da Guerra Pírrica